# I Love You (2NE1)
I Love You è un singolo del gruppo musicale sudcoreano 2NE1, pubblicato il 5 luglio 2012.

## Classifiche
| Classifica (2012) | Posizione massima |
| ----------------- | ----------------- |
| Corea del Sud     | 1                 |
| Giappone          | 5                 |